# Mejores clubes del siglo xx de cada continente según la IFFHS
Con el nombre de los mejores clubes del siglo de cada continente se le conoce a la serie de estudios realizados por la Federación Internacional de Historia y Estadística de Fútbol (IFFHS) entre septiembre y octubre del año 2009 con el fin de dar a conocer cuáles fueron los clubes de fútbol de mayor rendimiento de cada continente en el periodo comprendido desde el año 1901 hasta el 2000.
El organismo decidió crear un modus vivendi uniforme para todos los clubes de todos los continentes y la elaboración de rankings continentales de clubes del siglo XX. Según explica la IFFHS, que ha apostado por hacer una clasificación por continentes y no mundial dada la dificultad de equiparar los títulos, las competiciones nacionales no son más que un requisito previo para poder optar a la parte continental de las competiciones de clubes, mientras que las competiciones intercontinentales no han sido tenidas en cuenta.
Los resultados recibieron una gran respuesta en todo el mundo y una unánime aprobación debido a que el organismo publicó un contexto histórico de la distinta evolución del deporte en cada continente durante el siglo XX, las competiciones incluidas en el estudio y su respectiva ponderación.

## Europa
A continuación se indican los mejores diez equipos de Europa en el siglo XX.
| Pos. | Equipo               | País         | Pts.   |
| ---- | -------------------- | ------------ | ------ |
| 1    | Real Madrid          | España       | 563,50 |
| 2    | Juventus F. C.       | Italia       | 466,00 |
| 3    | F. C. Barcelona      | España       | 458,00 |
| 4    | A. C. Milan          | Italia       | 399,75 |
| 5    | F. C. Bayern München | Alemania     | 399,00 |
| 6    | F. C. Internazionale | Italia       | 362,00 |
| 7    | A. F. C. Ajax        | Países Bajos | 332,75 |
| 8    | Liverpool F. C.      | Inglaterra   | 300,2  |
| 9    | S. L. Benfica        | Portugal     | 299,0  |
| 10   | R. S. C. Anderlecht  | Bélgica      | 231,00 |

| Liga de Campeones de la UEFA (1955–2000)                                      | 8    | 4    |
| Fase de grupos anterior a las semifinales de la Liga de Campeones (1992–1994) | 4    | 2    |
| Copa de la UEFA (1971–2000)                                                   | 6    | 3    |
| Recopa de Europa (1960–1999)                                                  | 5    | 2,50 |
| Supercopa de Europa (1973–2000)                                               | 6,50 | 3,25 |
| Copa de Ferias (1955–1971)                                                    | 6    | 3    |
| Copa Mitropa (1927–1940)                                                      | 4    | 2    |
| Copa Latina (1949–1957)                                                       | 4    | 2    |

## Sudamérica
A continuación se indican los mejores diez equipos de América del Sur en el siglo XX.
| Pos. | Equipo          | País      | Pts.   |
| ---- | --------------- | --------- | ------ |
| 1    | Peñarol         | Uruguay   | 531,00 |
| 2    | Independiente   | Argentina | 426,50 |
| 3    | Nacional        | Uruguay   | 414,00 |
| 4    | River Plate     | Argentina | 412,25 |
| 5    | Olimpia         | Paraguay  | 337,00 |
| 6    | Boca Juniors    | Argentina | 312,00 |
| 7    | Cruzeiro        | Brasil    | 295,50 |
| 8    | São Paulo       | Brasil    | 242,00 |
| 9    | América de Cali | Colombia  | 220,00 |
| 10   | Palmeiras       | Brasil    | 213,00 |

| Copa Libertadores (1960–2000)                                          | 8    | 4    |
| Grupos de semifinales de la Copa Libertadores (1962–70)                | 4    | 2    |
| Recopa Sudamericana (1988–97)                                          | 6    | 4    |
| Copa Mercosur, Copa Merconorte (1998–00)                               | 5    | 2,50 |
| Copa Conmebol (1992–99) ; Copa Master de Conmebol (1996)               | 4    | 2    |
| Supercopa Sudamericana (1988–97)                                       | 6    | 4    |
| Copa Master de Supercopa (1992–95); Copa de Oro Nicolás Leoz (1993–95) | 4    | 2    |
| Campeonato Sudamericano de Campeones (1948)                            | 6,50 | 3,25 |
| Recopa Sudamericana (1970–71); Recopa Intercontinental (1968–69)       | 4    | 2    |
| Copa Aldao (1916–57); Copa del Atlántico (1956)                        | 4    | 2    |

## África
A continuación se listan los mejores diez equipos de África en el siglo XX.
| Pos. | Equipo                      | País            | Pts.   |
| ---- | --------------------------- | --------------- | ------ |
| 1    | Kumasi Asante Kotoko F. C.  | Ghana           | 149,00 |
| 2    | Al-Ahly S. C.               | Egipto          | 131,50 |
| 3    | Zamalek S. C.               | Egipto          | 126,75 |
| 4    | Canon Sportif de Yaoundé    | Camerún         | 125,50 |
| 5    | A. S. E. C. Mimosas         | Costa de Marfil | 111,50 |
| 6    | Accra Hearts of Oak S. C.   | Ghana           | 104,00 |
| 7    | Espérance Sportive de Tunis | Túnez           | 98,00  |
| 8    | Hafia F. C.                 | Guinea          | 96,00  |
| 9    | Africa S. N.                | Costa de Marfil | 88,25  |
| 10   | T. P. Englebert             | Congo           | 77,50  |

| Liga de Campeones de la CAF (1964–2000) | 4    | 2    |
| Recopa Africana (1975–2000)             | 3    | 1,50 |
| Copa CAF (1992–2000)                    | 2    | 1    |
| Supercopa de la CAF (1992–2000)         | 3,50 | 1,75 |

## Norte y Centroamérica
A continuación se listan los mejores diez equipos de América del Norte y América Central en el siglo XX.
| Pos. | Equipo                      | País        | Pts.   |
| ---- | --------------------------- | ----------- | ------ |
| 1    | Deportivo Saprissa          | Costa Rica  | 197,00 |
| 2    | CD Olimpia                  | Honduras    | 129,25 |
| 2    | C.S.D. Comunicaciones       | Guatemala   | 129,25 |
| 4    | C. S. D. Municipal          | Guatemala   | 123,75 |
| 5    | S. V. Transvaal             | Surinam     | 108,00 |
| 6    | L. D. Alajuelense           | Costa Rica  | 98,75  |
| 7    | Club Necaxa                 | México      | 91,00  |
| 8    | C. D. S. C. Cruz Azul A. C. | México      | 87,00  |
| 9    | Alianza F. C.               | El Salvador | 83,00  |
| 10   | C. F. América               | México      | 81,00  |

| Liga Campeones de la Concacaf (1962-1963; 1967-2000)                                    | 6    | 3    |
| Recopa de la Concacaf (1994–1998)                                                       | 4    | 2    |
| Copa Fraternidad Centroamericana (1970-1984)                                            | 2    | 1    |
| Torneo Grandes de Centroamérica (1996-1998)                                             | 2    | 1    |
| Copa Uncaf (1999-2000)                                                                  | 2    | 1    |
| Copa Fraternidad Centroamericana,Torneo Grandes de Centroamérica, Copa Uncaf (un grupo) | 1    | 0,50 |
| Copa Fraternidad Centroamericana (dos grupos: 1971-1972 y 1979)                         | 0,50 | 0,25 |

## Asia
A continuación se listan los mejores diez equipos de Asia en el siglo XX.
| Pos. | Equipo                  | País           | Pts.  |
| ---- | ----------------------- | -------------- | ----- |
| 1    | Al-Hilal Saudi F. C.    | Arabia Saudita | 93,50 |
| 2    | Yokohama Efu Marinosu   | Japón          | 66,25 |
| 3    | Esteghlal Tehran F. C.  | Irán           | 56,00 |
| 4    | Persepolis F. C.        | Irán           | 55,00 |
| 5    | Seongnam Ilhwa Chunma   | Corea del Sur  | 51,00 |
| 6    | Al-Nassr A. S. C. C.    | Arabia Saudita | 47,50 |
| 7    | F. C. Pohang Steelers   | Corea del Sur  | 45,25 |
| 8    | Tokyo Verdy             | Japón          | 42,00 |
| 9    | Liaoning Fushun F. C.   | China          | 38,00 |
| 10   | Thai Farmers Bank F. C. | Tailandia      | 33,75 |

| Liga de Campeones de la AFC (1967-1971; 1986-2000) | 4    | 2    |
| Recopa de la AFC (1991–2000)                       | 3    | 1,50 |
| Supercopa de la AFC (1995–2000)                    | 3,50 | 1,75 |

## Oceanía
La poca cantidad de torneos internacionales disputados por equipos de la OFC, dio lugar a que también se tengan en cuenta resultados de campeonatos nacionales de Australia y Nueva Zelanda, además de torneos regionales del primero, asignando puntos a los primeros puestos.
A continuación se listan los mejores diez equipos de Oceanía en el siglo XX.
| Pos. | Equipo                      | País          | Pts.   |
| ---- | --------------------------- | ------------- | ------ |
| 1    | South Melbourne F. C.       | Australia     | 106,50 |
| 2    | Sydney City S. C.           | Australia     | 53,00  |
| 3    | Marconi Stallions F. C.     | Australia     | 48,25  |
| 4    | Wollongong Wolves           | Australia     | 46,00  |
| 5    | University-Mount Wellington | Nueva Zelanda | 41,25  |
| 6    | Melbourne Knights F. C.     | Australia     | 39,50  |
| 7    | Adelaide City F. C.         | Australia     | 36,50  |
| 8    | Napier City Rovers A. F. C. | Nueva Zelanda | 34,00  |
| 9    | Tafea F. C.                 | Vanuatu       | 33,00  |
| 10   | Sydney F. C.                | Australia     | 29,50  |

| Liga de Campeones de la OFC (1987; 1999)                                     | 6    | 3     |
| Copa de Ganadores de Copa de la OFC (1987)                                   | 4    | 2     |
| Liga Australiana (1977–2000)                                                 | 6    | 4 (2) |
| Liga Australiana (dos grupos)                                                | 3    | 2 (1) |
| Copa Australiana (1977–1997)                                                 | 3    | 1,50  |
| Liga de Nueva Zelanda (1970–2000)                                            | 3    | 1     |
| Copa de Nueva Zelanda (1923–2000)                                            | 1    | 0,50  |
| New South Wales Championship (1928–1956)                                     | 2    | 1     |
| Victoria Championship, Queensland Championship (1920–1976)                   | 1    | -     |
| South Australia Championship, Newcastle & District Championship (1920–1976)  | 1    | -     |
| Western Australia Championship (1946–1976)                                   | 1    | -     |
| Tasmania Championship (1920–1976)                                            | 0,50 | -     |
| Metropolitan Sydney Champ. (1920–1928); Sydney Federation Champ. (1957–1976) | 1,50 | -     |

## Listado de ganadores
| Continente                        | Ganador              |
| --------------------------------- | -------------------- |
| Europa                            | Real Madrid          |
| Sudamérica                        | Peñarol              |
| África                            | Kumasi Asante Kotoko |
| Asia                              | Al-Hilal Saudi       |
| Norte y Centroamérica y el Caribe | Deportivo Saprissa   |
| Oceanía                           | South Melbourne      |